# Гай Юлій Цезар Старший
Гай Юлій Цезар Старший (лат. Gaius Julius Caesar), іноді Гай Юлій Цезар Страбон (лат. Strabo — Косий), (бл. 135 до н. е. — 85 до н. е.) — римський сенатор, квестор, претор, намісник провінції Азія (91 до н. е.), батько Юлія Цезаря.

## Походження і сімейний стан
Гай Юлій Цезар народився в патриціанській родині Гая Юлія Цезаря II і його дружини Марції Рекс. Його батько належав до найдавнішого патриціанського роду Юліїв. Однак до кінця II століття до н. е. цей рід настільки збіднів, що ледь зберігав за собою сенаторську гідність.
Його мати, Марція, була дочкою консула 118 до н. е. Квінта Марція Рекса. Вона також походила з стародавнього патриціанського роду, який походить від царя Анка Марція.
Гай Юлій, швидше за все, виходячи з традицій давати старшому синові преномен батька, був старшим сином у родині. У нього був молодший брат, Секст Юлій Цезар III, консул 91 до н. е. Секст був першим за багато десятиліть консулом з роду Юліїв.
Також у Гая була старша сестра, Юлія Цезаріс, що біля 110 до н. е. вступила в шлюб з Гаєм Марієм. Згідно з Плутархом («Порівняльні життєписи. Гай Марій. VI») одруження з Юлією було вигідне як самому Марію, так і роду Юліїв.
Для Марія одруження з дочкою одного з найзнатніших патриціїв стало стартом його блискучої кар'єри, оскільки, через цей шлюб він, виходець з Арпіно, був прийнятий до лав римської аристократії. Для Юліїв же цей шлюб обернувся суттєвою поправкою фінансових справ — в обмін на цей шлюб Гай Юлій Цезар II отримав необхідні кошти, щоб його сини могли набрати сенаторський ценз у 900000 сестерціїв.
Також є всі підстави вважати, що була в цій родині ще одна дівчинка, Юлія Цезаріс Молодша, яка бл. 108 до н. е. стала дружиною Луція Корнелія Сулли, і народила дочку Корнелію і сина Луція, померлого в юному віці. Корнелія пізніше стала матір'ю Помпеї Сулли, другої дружини Гая Юлія Цезаря.
У 102 до н. е. Гай Юлій одружується з Аврелією Коттою. У шлюбі в них було троє дітей: дві дочки — Юлія Цезар Старша, Юлія Цезар Молодша, і син, Гай Юлій Цезар, який народився в 100 до н. е.

## Кар'єра
Гай Юлій служив під командуванням Гая Марія під час Югуртинської Війни. Після її закінчення він займався розселенням ветеранів в Церціні. На посаді військового трибуна знаходився при Марії під час війни з германськими племенами зі 105 по 102 до н. е.
Після Гай Юлій починає сходження по лат. Cursus honorum (букв. «Шлях честі» — так римляни іменували кар'єрну драбину державної служби, вищим ступенем якої був пост консула). У 99 або 98 до н. е. він займає квесторську посаду, а в 93 або 92 до н. е. стає претором.
Після претури був відправлений сенатом до Азії намісником у ранзі пропретора, проте, враховуючи статус провінції, з проконсульським імперієм. Під час керівництва провінцією серйозно поправив матеріальне становище своєї родини. Після керівництва провінцією повернувся до Риму.
Під час громадянської війни Марія і Сулли підтримував Марія, однак не втратив доброго ставлення до себе Сулли і вцілів як під час проскрипцій, так і після смерті Марія. Помер у 85 до н. е. від удару, в своєму будинку, нахилившись, щоб застебнути сандалії. Згідно з Плінієм ( «Природна історія», 7.54), точно також помер і його батько.